# 利川润楠
利川润楠（学名：Machilus lichuanensis）为樟科润楠属下的一个种。

## 扩展阅读
- 維基物種上的相關：利川润楠